# Spytihněv III de Bohême
Spytihněv III de Bohême (en tchèque: Spytihněv Brněnský mort en 1199), duc de Brno en Moravie de 1189 à 1191 et de 1194 à 1197 et prétendant au duché de Bohème en 1197.

## Biographie
Spytihněv est le fils de Vratislav de Brno duc de Brno, le petit-fils d'Oldřich ou Ulrich de Brno (1095-1115) et l'arrière petit-fils du duc Conrad Ier de Bohême. Il accède au duché familial de Brno après la mort du duc Frédéric Ier.
Lorsque  le prince-évêque Bretislav III Henri réussit à s'imposer en Bohême et Moravie en août 1193 après la diète de Worms, au détriment d'Ottokar Ier et de Vladislav III, frères de l'ancien duc Frédéric Ier, il s'attribue le duché de Znojmo (allemand: Znaim) mais rétablit dans le duché de Brno, le duc Spytihněv, membre d'une lignée cadette de la dynastie des Přemyslides, descendant du duc Conrad Ier de Bohême.
Après la mort de Bretislav III Henri à la suite d'une longue maladie à Eger le 15 juin 1197, Spytihněv tente de s'imposer comme duc de Bohême sous le nom de « Spytihněv III »,  mais il est capturé par les partisans de ses ennemis et il a les yeux crevés pendant que Vladislav III de Bohême est proclamé duc par un parti de nobles le 22 juin il meurt peu après peut être des suites de son supplice 

## Sources
- Jörg K. Hoensch et Françoise Laroche (traduction), Histoire de la Bohême, Paris, Éditions Payot, 1995 (ISBN 2228889229).
- (en) & (de) Peter Truhart, Regents of Nations, K.G Saur Münich, 1984-1988  (ISBN 359810491X), Europe Europe, Central Europe, Europa/Mitteleuropa: Art. « Moravia/Mähren », p.2316-2318.